# جورج استون
جورج استون (انگلیسی: George E. Stone؛ ۱۸ مهٔ ۱۹۰۳ – ۲۶ مهٔ ۱۹۶۷) یک هنرپیشه اهل ایالات متحده آمریکا بود. وی بین سال‌های ۱۹۲۷ تا ۱۹۶۲ میلادی فعالیت می‌کرد.
از فیلم‌ها یا برنامه‌های تلویزیونی که وی در آن نقش داشته است می‌توان به خیابان ۴۲، بعضی‌ها داغشو دوست دارن، سیمارون، سیر در عرش، سرمقاله، پایان پنج ستاره، ردا، رودخانه خسته، مرد بازو طلایی، سزار کوچک، آنتونی ادورس، هیاهو، زنده‌باد ویا!، مردها و عروسک‌ها، این زن را به چنگ می‌آورم، تاکسی! و سگ‌های شکاری برادوی اشاره کرد.